# Musculus tibialis anterior
De musculus tibialis anterior of voorste scheenbeenspier  hoort tot de ventrale (aan de voorzijde van het lichaam gelegen) spieren van het onderbeen. Het is een lange spier. De pees kan gevoeld worden aan de voorzijde van de enkel. Deze spier zorgt ervoor dat de voet niet op de grond "klapt" bij het lopen, zoals bij een klapvoet. De spier zorgt ervoor dat de voorvoet en de tenen zachtjes de grond raken.